# ヒサトモ
ヒサトモ（繁殖名:久友）は日本の競走馬。
1937年の第6回東京優駿大競走（現在の東京優駿（日本ダービー））において牝馬として初めての優勝を達成したが、不遇の晩年を送り悲劇の名牝と呼ばれた。ほかの勝ち鞍に1938年秋の帝室御賞典・秋（現在の天皇賞に相当）など。管理調教師および主戦騎手は中島時一。半兄に種牡馬として成功した月友（父マンノウォー）がいる。1984年の優駿牝馬（オークス）優勝馬トウカイローマン、顕彰馬トウカイテイオーらの牝祖としても知られる。
※馬齢は2000年以前に使用された旧表記（数え年）で統一して記述する。

## デビュー前
1934年、宮内省直轄の下総御料牧場に生まれる。父は戦前を代表する種牡馬トウルヌソル、母・星友は当時としては珍しいアメリカからの輸入馬であり、本馬は日本において月友に次ぐ第2仔であった。函館市で海運業を営む宮崎信太郎に購買された後、阪神競馬場所属の騎手兼調教師・中島時一の管理馬となる。
競走馬としてデビューを迎えるに当たり、早くから本馬の目標を東京優駿大競走に据えていた中島は、関西から関東への輸送で生じる馬への負担を考え、初戦から関東で走らせることを考えていた。しかし中島は関東の調教師免許を所持していなかったため、中山競馬場の大久保房松に管理を依頼し、自身は騎手として携わった。

## 競走馬時代
1937年3月28日、中山競馬場の新呼馬戦でデビュー。中島を背に初戦は僅差の3着（3頭立て）に終わったが、6日後に初勝利を挙げる。翌週の優勝戦では、同世代の関東所属馬筆頭と目されていたハッピーマイト（クリフジの全兄）を退け、2200mのレコードタイムで勝利。東京優駿への前哨戦として走った新古呼馬戦では、不良馬場の中で重馬場得意の古牡馬マナヅルに次ぐ2着に入り、4月29日に第6回東京優駿大競走を迎えた。

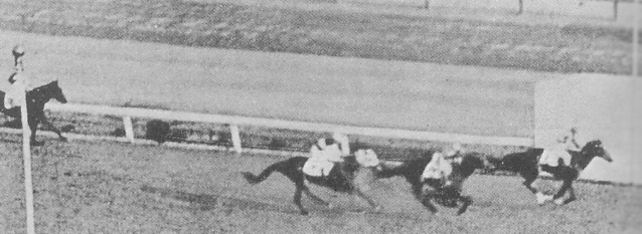
東京優駿大競走決勝線手前の様子

当日は世代の一番手と目されていた関西馬ゼネラルが52%の単勝支持を集め、ヒサトモはハッピーマイト、尾形藤吉厩舎のガイカに次ぐ4番人気であった。レースはヒサトモが速いスタートから第2コーナーで早々に先頭に立ち、後続馬を先導。最後の直線も脚は鈍らず、ゴール前追い込んだ牝馬サンダーランドに1馬身余の差を付け優勝。牝馬として初めての東京優駿大競走制覇を果たした。史上6回目の開催にして初めて良馬場で競走が行われ、走破タイム2分33秒3は、稍重馬場で行われた第2回競走の優勝馬カブトヤマが記録した2分41秒0を8秒8更新するレコードタイムとなった。牝馬による東京優駿制覇はほかにクリフジ（1943年）、ウオッカ（2007年）しか達成しておらず、牝馬による1、2着は東京優駿史上唯一の記録である。
その後休養に入り、10月に復帰したが、当時ヒサトモは呼吸疾患を生じており、初戦の特殊ハンデキャップ競走（特ハン）4着から連敗を続けた。しかし翌年から地元関西で走り始めたころより症状が軽減し、5月9日に古呼馬戦を制して連敗を7で止めた。次走、帝室御賞典（春）3着を経て再度関東に移動すると、3連勝を遂げて春のシーズンを終えた。
秋に入ると充実期を迎え、初戦の特ハンでは70kgの斤量を背負いながら、当年第1回の京都農林省賞典四歳呼馬（現・菊花賞）に優勝するテツモンに1馬身半差で勝利。次走の横浜農林省賞典四・五歳呼馬では、当年の東京優駿優勝馬スゲヌマをクビ差退けた。次走の特別戦では事故で中島が乗れず、大久保房松が騎乗して3着と敗れたが、再び中島が戻った帝室御賞典はフェアモアに大差を付けての圧勝を収めた。
次走の古呼馬戦も制して関西に戻り、阪神競馬場での優勝戦に勝利。京都競馬場での初出走となった古呼馬戦では、75kgを背負いガイカ (67kg) に敗れたものの、最後の競走となった牝馬特別において、目黒記念を制して来たフェアモアを再度退け、引退を飾った。
今では同時代のダービー優勝牝馬で顕彰馬となったクリフジに比べると語られることの少なくなったヒサトモであるが、当時はヒサトモが勝った昭和12年のダービーに出走した同期の馬たちが「花の12年組」と呼ばれて高く評価されており、当時を知る阿久津武雄は5歳秋のヒサトモを評して「まるで無人の野を行くが如くというか、天馬空を駆ける豪脚振りはまったく言語に絶するものがあり」、「クリフジの強さを持ってして、当時のヒサトモには一歩を譲るほかなかったのではないか」と述べ、「クリフジに勝るとも劣らない偉大な競走馬」と、その能力を絶賛している。

## 競走成績

### 中央競馬成績
| 年月日 | 年月日 | 年月日 | 開催場 | 競走名                   | 頭数 | 人気 | 着順 | 距離（状態）  | タイム  | 着差    | 騎手       | 斤量 | 勝ち馬/（2着馬）   |
| 1937   | 3.     | 28     | 中山   | 新呼馬                   | 3    | 1    | 3着  | 芝1800m（良） |         |         | 中島時一   | 53   | アヂマス           |
|        | 4.     | 3      | 中山   | 新呼馬                   | 4    | 2    | 1着  | 芝2000m（良） | 2:09.1  | 1 1/4身 | 中島時一   | 53   | （ツバクロダケ）   |
|        | 4.     | 11     | 中山   | 優勝                     | 4    | 3    | 1着  | 芝2200m（良） | R2:21.4 | 1身     | 中島時一   | 53   | （ハッピーマイト） |
|        | 4.     | 25     | 東京   | 新古呼馬                 | 10   | 3    | 2着  | 芝1800m（不） |         | 1 1/4身 | 中島時一   | 55   | マナヅル           |
|        | 4.     | 29     | 東京   | 東京優駿大競走           | 17   | 4    | 1着  | 芝2400m（良） | R2:33.3 | 1 1/4身 | 中島時一   | 53   | （サンダーランド） |
|        | 10.    | 9      | 中山   | 特ハン                   | 12   | 2    | 4着  | 芝2200m（重） |         |         | 中島時一   | 60   | アヂマス           |
|        | 10.    | 17     | 中山   | 中山四歳馬特別           | 7    | 2    | 5着  | 芝2400m（不） |         |         | 中島時一   | 59.5 | フェアモア         |
|        | 11.    | 21     | 東京   | 特殊ハンデキャップ       | 7    | 2    | 5着  | 芝2300m（良） |         |         | 中島時一   | 60   | マークイス         |
|        | 11.    | 23     | 東京   | 東京農林省賞典（秋）     | 7    | 2    | 2着  | 芝3200m（良） |         | 2 1/2身 | 中島時一   | 55   | ハッピーマイト     |
|        | 12.    | 3      | 東京   | 帝室御賞典（秋）         | 8    | 2    | 3着  | 芝2600m（良） |         |         | 中島時一   | 54   | ハッピーマイト     |
| 1938   | 1.     | 14     | 京都   | 農林省賞典牝馬（春）     | 4    | 2    | 3着  | 芝3200m（良） |         |         | 中島時一   | 56   | ガルモア           |
|        | 5.     | 7      | 阪神   | 特殊ハンデキャップ       | 6    | 3    | 4着  | 芝2200m（重） |         |         | 中島時一   | 59   | ツバクロダケ       |
|        | 5.     | 9      | 阪神   | 古呼馬                   | 5    | 1    | 1着  | 芝2000m（不） | 2:39.4  | 1 1/2身 | 中島時一   | 53   | （ナミトミ）       |
|        | 5.     | 15     | 阪神   | 帝室御賞典（春）         | 7    | 2    | 3着  | 芝2700m（良） |         |         | 中島時一   | 56   | ハセパーク         |
|        | 5.     | 22     | 阪神   | 優勝                     | 5    | 1    | 1着  | 芝2700m（良） | 2:54.0  | 6身     | 中島時一   | 60   | （エツデン）       |
|        | 5.     | 29     | 東京   | 古呼馬                   | 10   | 1    | 1着  | 芝2300m（良） | 2:28.0  | 5身     | 中島時一   | 65   | （グンカ）         |
|        | 6.     | 3      | 東京   | 五歳馬特別               | 7    | 1    | 1着  | 芝2400m（良） | 2:33.3  | 5身     | 中島時一   | 68   | （フェアモア）     |
|        | 6.     | 5      | 東京   | 優勝                     | 4    | 1    | 1着  | 芝2600m（良） | 2:47.1  | 1 1/4身 | 中島時一   | 68   | （フェアモア）     |
|        | 10.    | 8      | 横浜   | 特殊ハンデキャップ       | 7    | 1    | 1着  | 芝2200m（良） | 2:23.2  | 1 1/2身 | 中島時一   | 70   | （テツモン）       |
|        | 10.    | 17     | 横浜   | 横浜農林省賞典四五歳呼馬 | 7    | 1    | 1着  | 芝2800m（重） | 3:16.2  | クビ    | 中島時一   | 60.5 | （スゲヌマ）       |
|        | 10.    | 30     | 東京   | 特別                     | 5    | 1    | 3着  | 芝2800m（重） |         |         | 大久保房松 | 71   | ファインモア       |
|        | 11.    | 3      | 東京   | 帝室御賞典（秋）         | 8    | 1    | 1着  | 芝3200m（重） | 3:35.2  | 大差    | 中島時一   | 56   | （フェアモア）     |
|        | 11.    | 12     | 東京   | 古呼馬                   | 4    | 1    | 1着  | 芝2400m（重） | 2:40.1  | 2身     | 津上健三   | 72   | （カミヒカリ）     |
|        | 11.    | 27     | 阪神   | 優勝                     | 4    | 1    | 1着  | 芝2700m（良） | 2:56.1  | 1身     | 中島時一   | 72   | （コンパター）     |
|        | 12.    | 11     | 京都   | 優勝                     | 9    | 1    | 2着  | 芝2800m（良） |         | 2 1/2身 | 中島時一   | 75   | ガイカ             |
|        | 12.    | 16     | 京都   | 牝馬特別                 | 3    | 1    | 1着  | 芝2600m（重） | 2:45.2  | クビ    | 中島時一   | 60   | （フェアモア）     |

## 引退後
引退後は宮崎所有のまま、北海道浦河町の鎌田管仲のもとで「久友」として繁殖生活に入ったが、いずれも有力種牡馬セフトの子であった初仔ミヤトモ（血統名・宮友）、第2仔サチトモ（信友）は全くの不振に終わり、続く2年間は不受胎。次いで産んだセフト産駒ヒサトマン（正友）と、父ステーツマンの牝馬ブリューリボン（福友）はそれぞれ5勝を挙げた。1946年、農地改革で土地を取られまいとした宮崎が急遽造った牧場へ移動。鎌田によればこのとき第5仔としてステーツマンの子を受胎していたが流産したという。また子宮内膜炎を発症し、以後の2年間は再び不受胎が続いた。これを受け、宮崎は久友をいったん繁殖から引退させ、函館にある自身の別荘で繋養した。
しかし久友16歳の1949年、宮崎に「ヒサトモを地方競馬で競走復帰させてはどうか」との打診が行われる。表向きの名目は「将来繁殖として復帰させる際に、身体に脂肪が付いていると受胎に悪影響があるため、減量代わりに」というものであったが、太平洋戦争終結直後の馬資源不足で農耕馬がレースを走っているような状況であったため、これを解消するための駒という所が本来の目的であったされる。宮崎はこれを了承し、同年秋にヒサトモは神奈川県の戸塚競馬場に送られた。当時、宮崎は海運業の不振から財産の多くを失い、ヒサトモの繋養を続けることに無理が生じており、相手の思惑は知りながらも提案を退けることができなかったともされる。
復帰後、ヒサトモは10月末から2週間あまりの間に5戦を消化し、2勝を挙げた。11月17日に柏競馬場で勝利を挙げた後、次戦を走る予定であった浦和競馬場に送られる。そして同月19日、調教を終えたヒサトモは馬房に戻る途中、突如として後脚から崩れるように倒れ、そのまま死亡した。死因は心臓麻痺と推測されている。宮崎信太郎の息子・正義と、かつて宮崎牧場に勤務していた中島時一の弟子・小森園正義が最期を看取り、体毛の一部が宮崎の元へ送られた。

### 死後、牝系の復興
ヒサトモの系統は2000年代以降も数々の子孫が出走を続けている。しかし、20世紀後半の一時期、ヒサトモの血脈はいつ消滅しても不思議ではないほどの状況の中で細々と繋がっていた。そこから復興に至るまでの背景として、馬主の内村正則による長年の庇護の存在を抜きにして語ることはできない。
ヒサトモは第4仔ブリューリボンしか牝馬を産んでおらず、その死後、血統を後世に繋ぐことができる牝馬は同馬のみとなった。牡馬の中では第3仔ヒサトマンが種牡馬となったが後にその血は途絶えた。ブリューリボンはヒサトモと同様に繁殖成績は芳しくなく、第6仔トップリュウは政治家の田中彰治に購買されて繁殖生活を送っていたが、黒い霧事件による田中の失脚後にその手を離れた。
転機となったのは1967年で、当時新進馬主であった内村が、ヒサトモの曾孫に当たる牝馬を購買したことによる。トウカイクインと命名したその馬が6勝を挙げたことを1つのきっかけに、内村は競馬に深い興味を抱き、同馬の血統を詳しく調べた。この際に曾祖母ヒサトモがダービーを制した牝馬であることを知り、内村は「いつか大物が出る系統」と思い定め、ヒサトモの子孫を次々と購買し、その系統を保護し、牝系を繋いでいった。
果たしてそれは十数年を掛けてトウカイクインの末裔から結実し、ヒサトモの5代孫であるトウカイローマンが1984年に優駿牝馬に優勝、さらにその甥に当たるトウカイテイオーは1991年の東京優駿ほかGI競走で4勝を挙げ、1995年に顕彰馬に選出されるなど、内村にも馬主としての大きな栄誉をもたらして念願を叶えた。
その後もトウカイテイオーの半弟トウカイオーザ（2001年アルゼンチン共和国杯勝利）、トウカイローマンの従弟のトウカイタロー（1996年新潟記念勝利）などを輩出している。

## エピソード

### 中島父子のダービー優勝
ヒサトモの東京優駿大競走制覇から37年後、1974年の第41回東京優駿を中島時一の息子・啓之がコーネルランサーに騎乗して優勝し、日本初の父子二代のダービージョッキーとなった。
だが、中島父子は互いのダービー制覇を見ていない。啓之は時一のダービー優勝の時にはまだ生まれておらず、時一は戦争による競馬中断を最後に競馬の世界から離れて故郷広島で農業に従事し、戦後は短期間だけ繋駕速歩競走の騎手として競馬場に戻ったがやはり広島に戻り、息子のダービー優勝を見る以前に没している。その死後の1976年、宮崎が所有していた池田勇八作の時一・ヒサトモ人馬の像が、宮崎の友人を介して啓之に贈られた。
なお、啓之は時一がダービージョッキーであったことは騎手候補生になるまで知らなかったという。

## 血統表
| ヒサトモの血統（ゲインズバラ系）     | ヒサトモの血統（ゲインズバラ系）                        | ヒサトモの血統（ゲインズバラ系）                        | （血統表の出典）                                        | （血統表の出典） |
| 父 *トウルヌソル Tournesol 1922 鹿毛 | 父の父Gainsborough 1915                                 | Bayardo                                                 | Bay Ronald                                              | Bay Ronald       |
| 父 *トウルヌソル Tournesol 1922 鹿毛 | 父の父Gainsborough 1915                                 | Bayardo                                                 | Galicia                                                 |                  |
| 父 *トウルヌソル Tournesol 1922 鹿毛 | 父の父Gainsborough 1915                                 | Rosedrop                                                | St.Frusquin                                             | St.Frusquin      |
| 父 *トウルヌソル Tournesol 1922 鹿毛 | 父の父Gainsborough 1915                                 | Rosedrop                                                | Rosaline                                                |                  |
| 父 *トウルヌソル Tournesol 1922 鹿毛 | 父の母Soliste 1910                                      | Prince William                                          | Bill of Portland                                        | Bill of Portland |
| 父 *トウルヌソル Tournesol 1922 鹿毛 | 父の母Soliste 1910                                      | Prince William                                          | La Vierge                                               |                  |
| 父 *トウルヌソル Tournesol 1922 鹿毛 | 父の母Soliste 1910                                      | Sees                                                    | Chesterfield                                            | Chesterfield     |
| 父 *トウルヌソル Tournesol 1922 鹿毛 | 父の母Soliste 1910                                      | Sees                                                    | La Goulue                                               |                  |
| 母 *星友 Alzada 1923 栗毛            | 母の父Sir Martin 1906                                   | Ogden                                                   | Kilwarlin                                               | Kilwarlin        |
| 母 *星友 Alzada 1923 栗毛            | 母の父Sir Martin 1906                                   | Ogden                                                   | Oriole                                                  |                  |
| 母 *星友 Alzada 1923 栗毛            | 母の父Sir Martin 1906                                   | Lady Sterling                                           | Hanover                                                 | Hanover          |
| 母 *星友 Alzada 1923 栗毛            | 母の父Sir Martin 1906                                   | Lady Sterling                                           | Aquila                                                  |                  |
| 母 *星友 Alzada 1923 栗毛            | 母の母Colna 1909                                        | Collar                                                  | St. Simon                                               | St. Simon        |
| 母 *星友 Alzada 1923 栗毛            | 母の母Colna 1909                                        | Collar                                                  | Ornament                                                |                  |
| 母 *星友 Alzada 1923 栗毛            | 母の母Colna 1909                                        | Nausicaa                                                | Galinule                                                | Galinule         |
| 母 *星友 Alzada 1923 栗毛            | 母の母Colna 1909                                        | Nausicaa                                                | Verte Grez                                              |                  |
| 母系(F-No.)                          | 19号族(FN:19-b)                                         | 19号族(FN:19-b)                                         | 19号族(FN:19-b)                                         | [ § 2 ]          |
| 5代内の近親交配                      | St. Simon 4×5*5、 Hampton 5*5、Galopin 5*5、Bend Or 5*5 | St. Simon 4×5*5、 Hampton 5*5、Galopin 5*5、Bend Or 5*5 | St. Simon 4×5*5、 Hampton 5*5、Galopin 5*5、Bend Or 5*5 | [ § 3 ]          |
| 出典                                 | 1. 2. 3.                                                | 1. 2. 3.                                                | 1. 2. 3.                                                | 1. 2. 3.         |

父はヒサトモ誕生の翌年から、6年連続のリーディングサイアーを獲得した。母は下総御料牧場が1932年にアメリカから輸入した3頭の基礎牝馬の一頭（下総御料牧場の基礎輸入牝馬）。